# Phaedimus meridionalis
Phaedimus meridionalis är en skalbaggsart som beskrevs av Shinji Nagai 1984. Phaedimus meridionalis ingår i släktet Phaedimus och familjen Cetoniidae. Inga underarter finns listade i Catalogue of Life.